# 3095 Омархаям
3095 Омархаям (3095 Omarkhayyam) — астероїд головного поясу, відкритий 8 вересня 1980 року.
Тіссеранів параметр щодо Юпітера — 3,121.